# Heliotropium longicalyx
Heliotropium longicalyx är en strävbladig växtart som beskrevs av K. H. Rechinger. Heliotropium longicalyx ingår i Heliotropsläktet som ingår i familjen strävbladiga växter. Inga underarter finns listade i Catalogue of Life.